# The Green Hornet (serie de televisión)
The Green Hornet (llamada El Avispón Verde en algunas traducciones al español) es un programa de televisión de la cadena estadounidense ABC. Se emitió por primera vez en el especial de la temporada televisiva de 1966 y 1967, la serie está protagonizada por Van Williams como Britt Reid/Green Hornet y por Bruce Lee como su ayudante Kato. A pesar de ser emitida durante solo una temporada (iniciando el 9 de septiembre de 1966 y terminando el 14 de julio de 1967) fue una de las series más exitosas tanto en crítica cómo en audiencia y fue la impulsora de que Lee se convirtiera en una celebridad de las artes marciales.

## Origen
El personaje se había originado como protagonista de una serie de radio (décadas de 1930 a 1950), y anteriormente había sido adaptado a series de películas, cómics y otros medios. Debido en parte a que George W. Trendle y Fran Striker crearon todos los personajes centrales y desarrollaron los formatos principales de ambos programas de radio, Britt Reid comparte el mismo apellido que el Llanero Solitario, ya que el padre de Britt había sido el sobrino del Llanero Solitario, Dan Reid. 

## Argumento
La serie presenta a un vigilante enmascarado que se hace llamar The Green Hornet, el cual en los registros policiales aparece como un malhechor, pero en realidad es Britt Reid, dueño y editor del periódico Centinela; su doble identidad es sólo conocida por su secretaria Lenore Casey y el Fiscal de distrito Frank P. Scanlon. 
Él lucha contra el crimen con la ayuda de su compañero Kato, quien es un experto en las artes marciales y un genio, capaz de operar un auto con paneles especiales y multitud de equipamiento que lo hacen sumamente funcional, como también a prueba de balas. The Green Hornet es un criminal buscado por la policía, temido por muchos hampones, aunque en realidad es un héroe quien se infiltra en redes delictuales para arruinar los propósitos de los antisociales y traer justicia y seguridad a la vida de los ciudadanos.

## Episodios
01. El Arma Silenciosa (9 de septiembre de 1966)
02. Denle Suficiente Cuerda (16 de septiembre de 1966)
03. Señalado para Morir (23 de septiembre de 1966)
04. La Ola del Crimen (30 de septiembre de 1966)
05. La Rana es un Arma Mortal (7 de octubre de 1966)
El investigador privado, Nat Pyle, informa a Britt que uno de los mayores evasores fiscales, Glen Connors, aun vive. Luego, Pyle es encontrado muerto, presuntamente por un accidente. El Avispón Verde se vuelve socio de Connors, a cambio de "acabar" con Britt Reid, para que el Centinela deje de dar información sobre su existencia. Invitado especial Victor Jory como Charles deLaclaire/Glen Connors.
06. Comer, Beber y Morir (14 de octubre de 1966)
Un círculo ilegal de contrabando de licor liderado por Henry Dirk, quien tiene una red de compradores en la ciudad. Como reportero, Mike intenta seguir a los estafadores, pero cae secuestrado. El Avispón Verde entabla sociedad con Dirk y sus secuaces, a cambio de "entregar" a Britt Reid, por haber hecho a saber a la opinión pública sobre estas malas prácticas.  Luego que Britt escapa con Mike, el Avispón entabla pelea contra los malhechores, quienes lanzan granadas desde un helicóptero hacia The Black Beauty.
07. Los Bellos Durmientes parte 1 (21 de octubre de 1966)
La gente prominente de la alta sociedad han sido ejecutores de crímenes para luego olvidar lo ocurrido. Luego, Scanlon y Britt, dan cuenta que, Peter Eden, propietario de un Spa llamado el Valle del Edén, es el culpable de implantar órdenes en el subconsciente de sus usuarios por medio de sus tratamientos, empleando mensajes subliminales.
08. Los Bellos Durmientes parte 2 (28 de octubre de 1966)
Esta segunda parte, trata de la proposición del Avispón Verde a Peter Eden.  Luego que Peter utiliza a Vanessa Vane, en un intento de acabar con el Avispón por medio de Explosivos, el Avispón visita el Valle del Edén, y usa el tratamiento mental sobre Eden, para frustrar su Crimen contra el Hipódromo, y que confesare todo a la Policía.
09. El Rayo es para Matar
10. La Logia de la Mantis
11. El Cazador y la Presa
12. La Muerte Acecha
13. El Secreto del Sally Bell
14. Camino hacia la muerte
15. El Mejor puede Perder
16. El Avispón y La Luciérnaga
17. Búsquenlo y Destrúyanlo
18. El cadáver del año parte 1
19. El cadáver del año parte 2
20. Policías deshonestos
21. El As Tapado
22. El Problema del Príncipe Encantador
23. El Bufanda
24. Avispón, Sálvate 
25. Invasión Espacial parte 1
26. Invasión Espacial parte 2

## Reparto
- Van Williams cómo Britt Reid/El Avispón Verde.
- Bruce Lee cómo Kato.
- Wende Wagner cómo Lenore Case.
- Lloyd Gough cómo Mike Axford.
- Walter Brooke cómo Frank P. Scanlon
- William Dozier cómo el Narrador.

### Televisión
- Tributi a El Avispón Verde y Kato
- The Green Hornet (serie de 1976) en Internet Movie Database (en inglés).
- The Green Hornet (largometraje montado a partir de la serie) en Internet Movie Database (en inglés).
- Fury of the Dragon en Internet Movie Database (en inglés).

### Otros
- Sitio de los trajes
- The Green Hornet (personaje) en Internet Movie Database (en inglés)

- Datos: Q304999
- Multimedia: The Green Hornet (TV series) / Q304999